# Богарне, Гортензия
Горте́нзия Евге́ния Сеси́лия Бонапа́рт, урождённая де Богарне́ (фр. Hortense Eugénie Cécile Bonaparte, née de Beauharnais; 10 апреля 1783, Париж, Королевство Франция — 5 октября 1837, Тургау, Швейцария) — дочь Александра де Богарне и Жозефины Богарне, супруга младшего брата Наполеона Луи Бонапарта с 1802 года и мать будущего императора французов Наполеона III, королева Голландии в 1806—1810 годах.

## Биография
Гортензия Богарне — дочь Жозефины Богарне от её первого мужа виконта Александра де Богарне. Падчерица Наполеона Бонапарта, женившегося на её матери 9 марта 1796 года. Одновременно с регистрацией брака он удочерил детей Жозефины, Гортензию и её старшего брата Эжена. В юности Гортензия отличалась весёлым, легкомысленным характером. Милая и весьма привлекательная, она обладала грацией, обаянием и обворожительностью, но имела один недостаток в своей наружности — дурные зубы, унаследованные ею от матери.  
В возрасте двенадцати лет, как и Каролина Бонапарт, которая была годом младше, Гортензия была отдана в пансион мадам Кампан в Сен-Жермен-ан-Ле, где девочки подружились. Генерал Тьебо впоследствии уверял, что когда Гортензия подросла, Наполеон посещал её в пансионе с согласия матери — и при этих визитах госпожа Кампан уводила с собой Каролину, «которая хотя и была очень молода, но женским чутьём обо всём догадывалась». Многие современники отмечали, что Гортензия пользовалась большой симпатией Наполеона. Хотя одни, как секретарь Наполеона Бурьенн, отвергали тот факт, что «Наполеон питал к Гортензии какие-либо другие чувства, кроме тех, которые мог питать отчим к падчерице», многие другие, в том числе из близкого окружения Наполеона, не сомневались, что между ними была интимная связь — по крайней мере, после возвращения девушки в Париж, во дворец Тюильри, ставший резиденцией первого консула Бонапарта. Французский историк Ги Бретон считал, что Бонапарт был любовником Гортензии с лета 1801 года.  
В то же время в Гортензию был влюблён Жерар Дюрок, флигель-адъютант консула, и она отвечала ему взаимностью (некоторые утверждали, что они были любовниками). Бонапарт отнёсся к возможности их брака с благосклонностью, однако затем было решено выдать Гортензию за одного из его братьев. Сперва в мужья Гортензии намечался недавно овдовевший Люсьен Бонапарт, затем выбор остановился на более сговорчивом Луи Бонапарте (1778—1846). 
Многие при дворе считали, что Гортензия была принесена в жертву амбициям и желаниям родителей. Согласно одним источникам, свадьбу дочери организовала Жозефина, чтобы укрепить своё положение, другие же считали брак затеей Наполеона, беспокоившегося об отсутствии наследника: он заранее решил усыновить будущего ребёнка Гортензии и своего брата, хотя этот план и не встречал одобрения среди его окружения. Известно, что Жозефина заставила Гортензию дать своё согласие на брак — 17-летняя девушка решилась на него, чтобы уберечь свою мать, которая уже вряд ли могла подарить консулу наследника, от нежелательного развода. Также распространено суждение, что Гортензия была спешно выдана замуж, дабы избежать скандала, так как в декабре неожиданно обнаружилось, что она беременна от Наполеона.    
«Весь двор и весь Париж знали, какое огорчение эта связь доставляла Жозефине, а все обстоятельства женитьбы Луи обсуждались как в городе, так и в кулуарах Тюильри» — писал в своих мемуарах Жозеф-Бартелеми де Рикар. Барон де Мунье также утверждал, что эта связь была «общеизвестным фактом». Окружение Наполеона не сомневалось, что первый консул навещал падчерицу в Тюильри и многие как тогда, так и впоследствии, однозначно считали старшего сына Луи ребёнком Наполеона. 
Свадьба состоялась 4 января 1802 года. Таким образом, Гортензия стала невесткой своей матери. Брачный контракт Луи и Гортензии был подписан множеством как родственников, так и высших чиновников. Невеста накануне провела всю ночь в слезах, Жозефина не скрывала слёз на протяжении всей церемонии — что трактовалось присутствующими по-разному.  
Жили супруги во дворце Сен-Лё и имели троих сыновей. Брак этот для Гортензии был источником больших страданий и разочарований. По отзыву современников, Луи Бонапарт был «самым тираническим из супругов», любое внимание жены он объяснял кокетством и желанием обмануть его. Он окружил её шпионами, запрещал видеться с матерью, был убеждён, что отцом их первенца был Наполеон (дамы из Бонапартовой фамилии по этому поводу распускали упорные слухи), и из всех детей признавал своим только второго сына, Наполеона Людовика.
В июне 1805 года Людовик был провозглашён королём Голландии, и первым его указом стал запрет на любое упоминание Гортензии в публичных молебнах. Насколько Гортензия не любила Голландии, настолько её муж привязался к ней и старался походить на голландца. Некоторое время между супругами было примирение, но в мае 1809 года из-за ревности мужа Гортензия покинула Амстердам. В 1810 году Голландия была аннексирована Францией, Луи отрёкся от престола и стал называться графом Сен-Лё.
Живя в Париже, свободная от мужа Гортензия влюбилась в Шарля де Флао, внебрачного сына Талейрана, и родила от него сына Шарля Огюста (1811—1865), будущего герцога де Морни. При реставрации Бурбонов в 1814 году Гортензия была под защитой Александра I, при его поддержке она получила от короля Людовика XVIII титул герцогини Сен-Лё. В течение Ста дней Гортензия поддерживала своего отчима, что привело к её изгнанию из Франции после окончательного поражения Наполеона. 
Она путешествовала по Германии и Италии и в 1817 году остановилась в Швейцарии, где в одиночестве воспитывала своих сыновей. Зиму она проводила в Аугсбурге, а лето в замке Арененберг на Боденском озере. Благодаря заступничеству матери и брата, зятя короля Баварии, она располагала состоянием в 3 миллиона франков, которое обеспечивало ей постоянный доход. В марте 1831 года, в ходе итальянского мятежа, Гортензия потеряла своего сына, Наполеона Людовика.
Но уже в апреле она отправилась в Париж, где при содействии адъютанта нового короля Франции Луи-Филиппа I, старинного приятеля её брата, добилась тайной встречи с французским монархом, который не забыл добродетельного участия Гортензии в деле его матери, герцогини Орлеанской, в период Ста дней. По всей видимости, она хотела обсудить возможность своего возвращения во Францию на постоянное жительство. Однако, приняв участие в церемонии по случаю 10 годовщины смерти императора 5 мая 1831 года, Гортензия в короткий срок вернулась в Англию. 
Умерла от рака матки в Швейцарии в замке Арененберг 5 октября 1837 года в возрасте 54 лет. 8 января 1838 года была похоронена рядом с матерью в церкви Сен-Пьер-Сен-Поль в Рюэе, где в 1856 году над её могилой был поставлен памятник.

## Семья и дети
С 4 января 1802 замужем за Людовиком Бонапартом, младшим братом Наполеона I. Дети:
- Наполеон Шарль (Карл Людовик) Бонапарт[фр.] (10 октября 1802 — 5 мая 1807)
- Наполеон Луи (Людовик) Бонапарт (11 октября 1804 — 17 марта 1831), носил также титул великого герцога Клеве-Бергского;
- Шарль Луи (Карл Людовик) Наполеон Бонапарт (20 апреля 1808 — 9 января 1873), будущий президент Французской республики и император Франции Наполеон III.

## Галерея
- Вид Испанского моста близ Котре. Рисунок Гортензии Богарне, 1807
- Гортензия Богарне. Портрет работы Жана-Батиста Изабе, 1817
- Королева Гортензия исполняет песню собственного сочинения «Partant pour la Syrie» перед императрицами Жозефиной и Евгенией. Рисунок неизвестного художника, 1860-е годы
- Памятник над гробницей королевы Гортензии. Скульптурная группа работы Жана-Огюста Барра, 1858

## Киновоплощения
- «Наполеон» (немой, Франция, 1927), в роли Гортензии Богарне — актриса Джанин Пен
- «Королевский развод[англ.]» (Великобритания, 1938) — актриса Розалин Болтер[англ.]
- «Наполеон: путь к вершине» (Франция, Италия, 1955), в роли Гортензии — актриса Мишлин Прель
- «Наполеон и Жозефина» (мини-сериал, 1987), в роли Гортензии Богарне Эмма Харбор и Сэлли Бреттон.
- «Наполеон» (мини-сериал, 2002), в роли Гортензии Богарне Людивин Санье.